# Monte Wood
O Monte Wood é uma colina de 285 metros de altura, perto da baía San Julián, na província de Santa Cruz, na Patagônia Argentina.
O monte foi originalmente denominado "Monte Cristo" pelo navegador Português Fernão de Magalhães, quem em 1520 invernou na baía e antes de sair dela mandou erigir uma cruz no cimo desta elevação. Mais tarde, em 1670, a expedição do almirante britânico  John Narborough  explorou a costa da Patagônia, e John Wood, um dos seus homens, acompanhado por outros marinheiros inspecionou a Baía San Julian, ascendeu o Monte de Cristo e numa rocha calcaria do local realizou a inscrição JOHN WOOD. Em 1746 a expedição de Joaquín Olivares y Centeno descobriu a inscrição e, desde então, a colina é conhecida como Monte Wood.
O monte está localizado a 7 km da cidade de Puerto San Julián, tem, a partir de sua base para o topo, um parque temático de natureza religiosa, chamado Via lucis, e é um mirante natural com vista para toda a baía, a cidade e o Oceano Atlântico .